# ブランデンブルク＝プロイセン
座標: 北緯52度31分 東経13度24分 / 北緯52.517度 東経13.400度

ブランデンブルク＝プロイセン
Brandenburg-Preußen (ドイツ語)

1618年時点のブランデンブルク＝プロイセン

ブランデンブルク＝プロイセン（ドイツ語: Brandenburg-Preußen、低地ドイツ語: Brannenborg-Preußen）は、ホーエンツォレルン家によるブランデンブルク選帝侯領とプロイセン公国の同君連合に対する、歴史学における呼称。ホーエンツォレルン家の宗家といえるブランデンブルク選帝侯家は分家であるプロイセン公家と婚姻関係を結んだが、1618年にプロイセン公家の男系男子が断絶すると、ブランデンブルク選帝侯がプロイセン公位を継承して同君連合が成立した。また、この婚姻関係と1614年のクサンテン条約により、クレーフェ公国、マルク伯領、ラーヴェンスベルク伯領も相続して領土に加わった。

## 概要
1618年から1648年までの三十年戦争において、ブランデンブルクは大きな損害を被った。当時のブランデンブルク選帝侯が3度も陣営を変えたため、ブランデンブルクはプロテスタントとカトリック双方の軍に蹂躙されることになり、食糧を奪われた上、国民の半分以上が殺害されるか逃亡せざるを得ず、ベルリンなどの主要都市が廃墟と化し、復旧には数十年もかかった。1648年のヴェストファーレン条約で戦争が終結したとき、ブランデンブルクはミンデン司教領とハーベルシュタット司教領を獲得、さらにヒンターポンメルン（1653年のシュテッティン条約で正式に併合）とマクデブルク公国（1680年に正式に併合）の継承権を認められた。北方戦争中の1657年にはブロンベルク条約を締結してプロイセンを宗主国ポーランドから離脱して完全独立、ラウエンブルク＝ビュートーとドラハイムを獲得した。さらにスウェーデン・ブランデンブルク戦争の講和条約であるサン＝ジェルマン＝アン＝レー条約（1679年）でブランデンブルク領ポンメルン州をオーデル川下流まで拡大した。
17世紀後半、「大選帝侯」フリードリヒ・ヴィルヘルムの治世にはプロイセンがヨーロッパ大国として成長する基礎を築いた。1653年に常備軍を設立し、その成果としてワルシャワの戦い（1656年）、フェールベリンの戦い（1675年）、クルシュー潟越えの追撃戦（1679年）が挙げられ、またブランデンブルク海軍と海外植民地のブランデンブルク領黄金海岸とアルガンも同時期に設立された。1685年のポツダム勅令によりヨーロッパ各地から追放されたプロテスタント（主にユグノー）の移民誘致も成功をおさめた。フリードリヒ・ヴィルヘルムの治世よりブランデンブルク＝プロイセンの中央集権化が推進され、領邦議会の影響力が削がれるようになった。
プロイセン公国が神聖ローマ帝国域外にある独立国であるため、歴代ブランデンブルク選帝侯はプロイセン王への昇格を目指したが、選帝侯フリードリヒ3世はスペイン継承戦争と大北方戦争における同盟交渉でハプスブルク家の神聖ローマ皇帝レオポルト1世の承認を勝ち取り、1701年に「プロイセンの王」フリードリヒ1世に昇格した。法律上ではブランデンブルクとプロイセンが1806年の神聖ローマ帝国解体まで人的同君連合を組んでいたが、1701年時点では神聖ローマ皇帝によるブランデンブルクへの宗主権がすでに有名無実になっており、したがって1701年以降のブランデンブルクは実質的にはプロイセン王国の一部としてみられた。フリードリヒ1世以降歴代プロイセン王は引き続き中央集権化と領土拡大を推し進め、ばらばらな侯国の集まりという17世紀でよくみられる国制をベルリン王宮から統治される州という中央集権制に改革した。

## 歴史

### 同君連合の成立
ホーエンツォレルン家本家は15世紀よりブランデンブルク辺境伯領を領有しており、また神聖ローマ帝国の選帝侯資格も有していた。1525年、クラクフ条約によりドイツ騎士団国の一部がプロイセン公国として世俗化された。クラクフ条約に基づき、プロイセン公国はポーランド王国の封土になり、ホーエンツォレルン家の分家出身のドイツ騎士団総長アルブレヒト・フォン・ブランデンブルク＝アンスバッハが初代プロイセン公に即位した。アルブレヒトは1550年にアンナ・マリア・フォン・ブラウンシュヴァイク＝カレンベルク＝エッティンゲン（母エリーザベト・フォン・ブランデンブルクがホーエンツォレルン家本家出身）と再婚、後継者のアルブレヒト・フリードリヒをもうけた。その後、ブランデンブルク選帝侯家は1563年にポーランド王よりプロイセン公位の継承権を与えられた。1568年にアルブレヒトが死去してアルブレヒト・フリードリヒが公位を継承したが、母アンナ・マリアも同年に死去、以降アルブレヒト・フリードリヒに精神疾患の兆候が表れるようになった。アルブレヒト・フリードリヒは1573年にマリー・エレオノーレ・フォン・ユーリヒ＝クレーフェ＝ベルクと結婚、娘を数人もうけたが、精神疾患によりプロイセン公国の統治はアルブレヒトの叔父の息子にあたるブランデンブルク＝アンスバッハ辺境伯ゲオルク・フリードリヒ（摂政在任：1577年 – 1603年）に委ねられた。
1594年、アルブレヒト・フリードリヒの娘アンナ・フォン・プロイセンがヨアヒム・フリードリヒ・フォン・ブランデンブルク（1598年にブランデンブルク選帝侯に即位）の息子ヨハン・ジギスムントと結婚した。この結婚により、ブランデンブルク選帝侯はプロイセン公国の継承権を改めて確保するとともにユーリヒ＝クレーフェ＝ベルク連合公国の継承権も確保した。1603年にプロイセン摂政ゲオルク・フリードリヒが死去すると、ヨアヒム・フリードリヒがその後任になり、同年にはホーエンツォレルン家の成員の間でゲーラ条約が締結され、ホーエンツォレルン家領の分割相続が禁じられた。
1618年にアルブレヒト・フリードリヒが死去すると、ヨハン・ジギスムント（同年にブランデンブルク選帝侯に即位）がプロイセン公位を継承したが、プロイセン公国は1656年/1657年まで引き続きポーランド王国の封土だった。また、ヨハン・ジギスムントが1616年に卒中を起こしており、とても統治できる状態ではなかったため、その妻アンナは1619年にヨハン・ジギスムントが再度卒中を起こして死去するまで代わりにプロイセン公国を統治した。

## ゲオルク・ヴィルヘルムの治世（1619年 – 1640年）

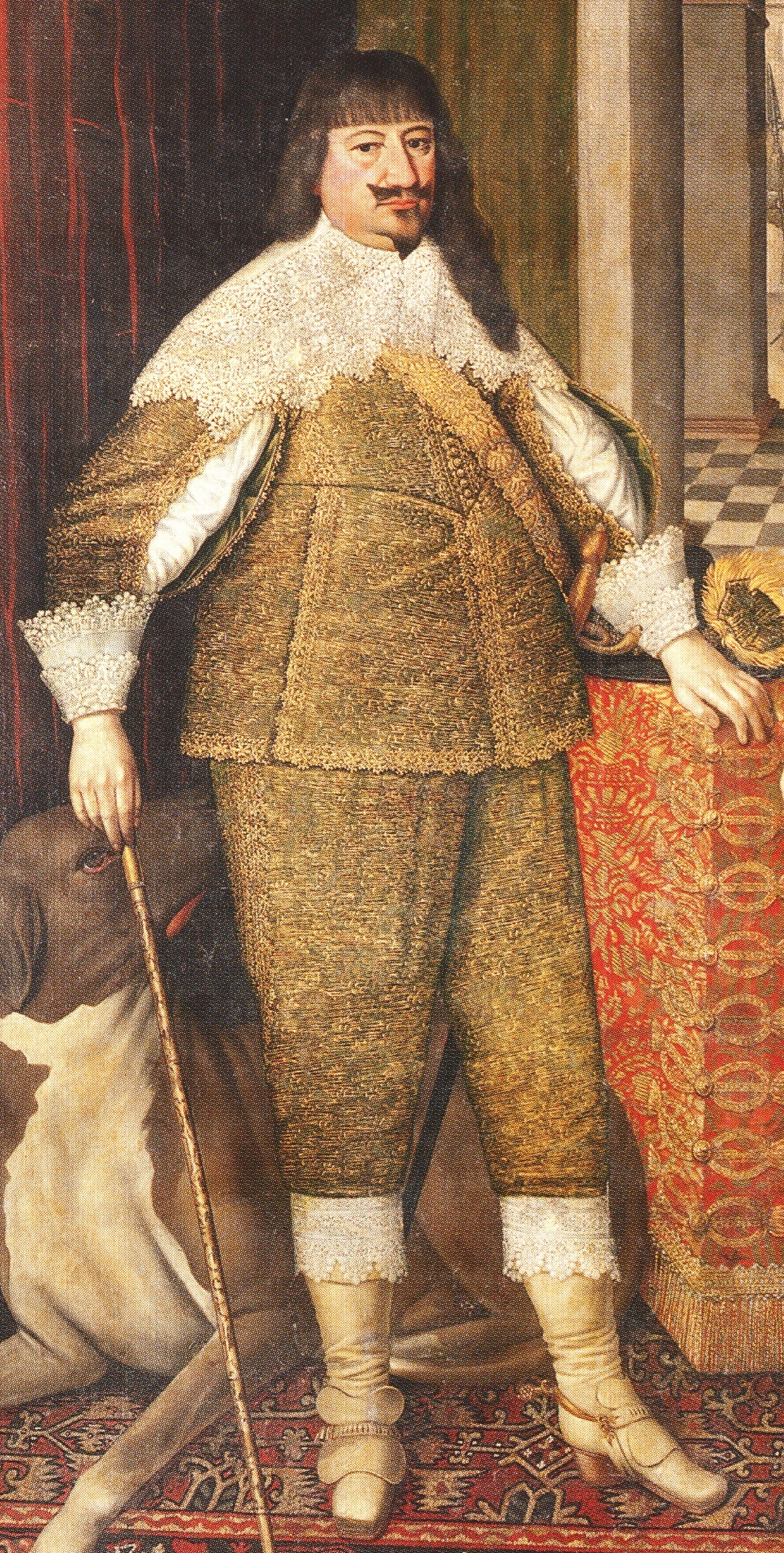
ブランデンブルク選帝侯ゲオルク・ヴィルヘルム

ヨハン・ジギスムントが死去すると、息子ゲオルク・ヴィルヘルムがブランデンブルク選帝侯とプロイセン公に即位した。ゲオルク・ヴィルヘルムはザクセン選帝侯領のオーバーザクセン・クライスにおける主導権を破ろうとしたが、失敗に終わった。ブランデンブルクとザクセンの敵対がちょうど三十年戦争の最中におきたため、オーバーザクセン・クライスの守備は弱体化し、アルブレヒト・フォン・ヴァレンシュタイン率いる皇帝軍の侵攻を許してしまった。ゲオルク・ヴィルヘルムは三十年戦争において中立を表明したが、ヴァレンシュタインの軍勢という脅威に直面して折れざるを得ず、1627年のケーニヒスベルク条約でやむなくカトリック側（皇帝側）について軍の駐留を許可した。1630年にスウェーデンが参戦してブランデンブルクに進軍すると、ゲオルク・ヴィルヘルムは再び中立を表明したが、スウェーデン王グスタフ2世アドルフはブランデンブルク＝プロイセンの多くの地域を占領し、ベルリンを前に軍を集結させたため、ゲオルク・ヴィルヘルムは折れてスウェーデン側で再参戦した。ゲオルク・ヴィルヘルムはスウェーデンとの同盟は締結しなかったが、スウェーデンに領内の通行権を与え、要塞2か所と援助金を提供した。しかし、これはカトリック連盟を再び敵に回すことを意味し、ブランデンブルクなどのホーエンツォレルン家領が再度カトリック側の軍勢に蹂躙されることとなった。

## 「大選帝侯」フリードリヒ・ヴィルヘルムの治世（1640年 – 1688年）

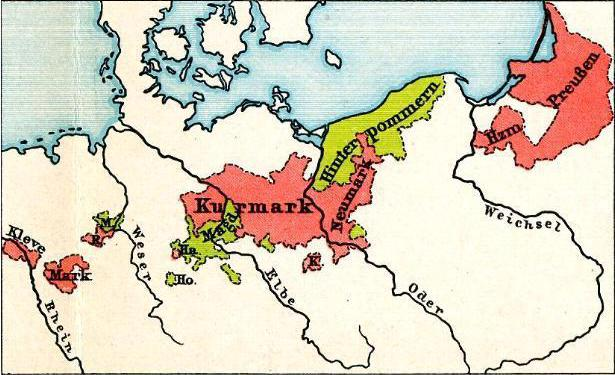
ブランデンブルク＝プロイセンの領土。赤は1640年時点の領土、緑は1688年までに獲得した領土。

三十年戦争がまだ終結していない1640年、ゲオルク・ヴィルヘルムが死去し、息子フリードリヒ・ヴィルヘルムが即位した。フリードリヒ・ヴィルヘルムは後に「大選帝侯」（Der Große Kurfürst）として知られる人物であり、幼年期にカルヴァン派のヨハン・フリードリヒ・フォン・カルクム（Johann Friedrich von Kalkum）の教育を受け、青年期にグランドツアーに出てネーデルラント連邦共和国を訪れており、叔母の夫にあたるグスタフ2世アドルフとは即位以前に青年期に一度面会していた。これらの出来事がフリードリヒ・ヴィルヘルムの性格を形成したとされる。

### 三十年戦争の終結

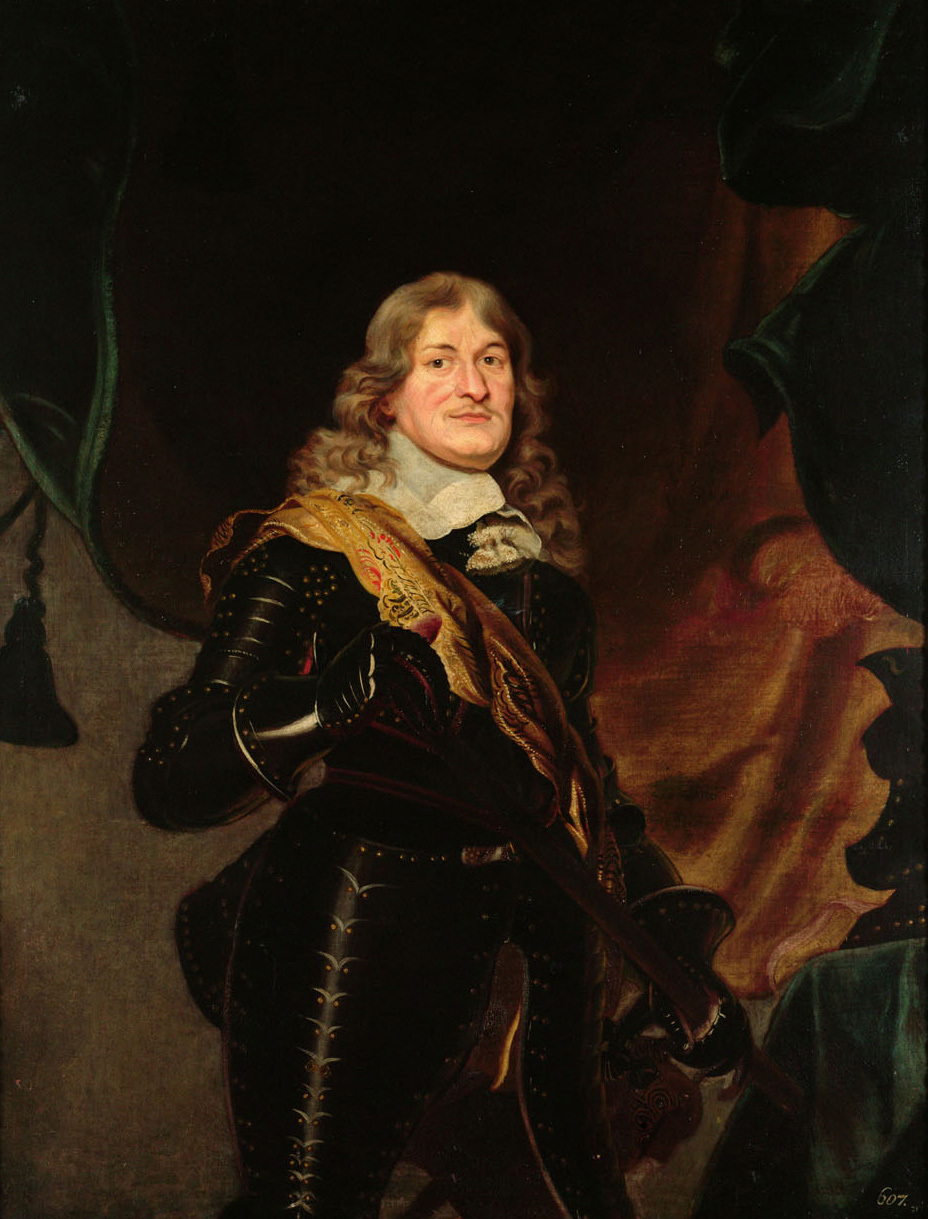
「大選帝侯」フリードリヒ・ヴィルヘルム

フリードリヒ・ヴィルヘルムが即位したとき、ブランデンブルク＝プロイセンはちょうど三十年戦争による政治、経済、人口の危機に陥っている最中であった。フリードリヒ・ヴィルヘルムは即位直後にブランデンブルク軍を解散したが、1643年/1644年に軍を再建した。このとき、フリードリヒ・ヴィルヘルムがスウェーデンとの和約および中立協定を締結したという説があるが、締結しなかったとする異説もある。というのも、1641年の条約とされる文書は存在するものの、条約が批准されたことはなく、また偽造であるとする指摘も多かった。いずれにしても、フリードリヒ・ヴィルヘルムの手腕によりブランデンブルク＝プロイセンが再び成長に向かったのは定説となっている。
戦争の行方については、スウェーデン軍が北ドイツを支配しており、さらにベールヴァルデ条約でフランス王国と同盟したため、スウェーデンは1648年のヴェストファーレン条約の交渉を牛耳ることになった。スウェーデンがドイツ北部海岸に属領を獲得してバルト海を支配するという野望を抱えていたため、フリードリヒ・ヴィルヘルムがポンメルンのシュテッティンを領有してオーデル川の河口を支配するという野望は潰えた。
歴代ブランデンブルク選帝侯は（ホーエンツォレルン家がブランデンブルク選帝侯に就任する以前の時代でも）北への拡張を通じてバルト海への出口を獲得しようとしていた。1529年のグリムニッツ条約により、ポンメルン公国を治めるポンメルン家が断絶した場合、ブランデンブルク選帝侯による継承が保証された。そのため、ポンメルン家最後のポンメルン公ボギスラフ14世が1637年に死去すると、ブランデンブルク選帝侯がポンメルン公国を継承するはずだったが、ボギスラフ14世は1630年のシュテッティン条約で公国の実質的な支配権をスウェーデンに譲渡しており、スウェーデンはボギスラフ14世の死後もブランデンブルクの主張に従わなかった。結局、ヴェストファーレン条約でポンメルン公国をブランデンブルクとスウェーデンの間で分割することが定められ、国境線は1653年のシュテッティン条約で定められた。これにより、スウェーデンはオーデル川下流を含む西ポンメルン（スウェーデン領ポメラニア）を領有、ブランデンブルクは東ポンメルン（ヒンターポンメルン）を領有した。フリードリヒ・ヴィルヘルムはポンメルン分割という結果に満足しておらず、以降ポンメルン全体の領有がフリードリヒ・ヴィルヘルムの外交政策における目標の1つとなった。
ヴェストファーレン条約において、フリードリヒ・ヴィルヘルムは西ポンメルンを領有しない代償としてミンデンとハーベルシュタットの2司教領を世俗化させて併合、マクデブルク大司教領を世俗化した上での継承権を得た。それ以外にもデレンブルク、レーゲンシュタイン伯領、クレッテンベルク伯領、ローラ伯領といった小規模な領土を獲得した。フリードリヒ・ヴィルヘルムが領土獲得を果たした背景にはフランスがホーエンツォレルン家を強化してハプスブルク家との間の勢力均衡を図りたいという意向がある。フリードリヒ・ヴィルヘルム自身はこれらの領土より西ポンメルンのほうが重要という考えだったが、これらの領土は長期的にはプロイセンのドイツにおける覇権争いに役に立つこととなった。

### 三十年戦争による損害
ブランデンブルク＝プロイセンの領地のうち、三十年戦争で最も大きな破壊を受けたのはブランデンブルク選帝侯領だった。戦前の時点でも、ブランデンブルク選帝侯領は神聖ローマ帝国の他地域と比べて人口密度が低く、あまり豊かではなかったが、三十年戦争でさらに60の町、48の城、約5,000の村が破壊された。人口の約5割が死亡し、一部地域では9割が死亡したほどだった。郊外に住む人口は死亡と都市への逃亡により戦前の30万から戦後の7万5千に減った。ベルリン＝ケルンとフランクフルト・アン・デア・オーダーではそれぞれ3分の1と3分の2の人口減だった。この傾向は新しく獲得した領土でも同じであり、ポンメルンでは住民の3分の2が死亡し、マクデブルクは帝国の中でも富裕な都市だったが焼き討ちに遭って住民のほとんどが虐殺された。被害の最も少ない地域はポーランド・スウェーデン戦争にしか関与していないプロイセン公国、そしてミンデン司教領である。
戦後は復興に向けた努力がなされたものの、一部地域では三十年戦争前の人口密度に戻ったのは18世紀中旬になってのこととなった。

### ユーリヒ＝ベルク侵攻

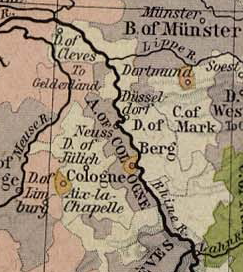
ニーダーライン諸公国の地図、1477年。

1614年、ブランデンブルク選帝侯とプファルツ＝ノイブルク公の間のユーリヒ継承戦争はクサンテン条約により終結、同条約によりニーダーラインのユーリヒ＝クレーフェ＝ベルク連合公国が分割され、プロテスタント側のブランデンブルクがクレーフェとマルクを、カトリック側のプファルツ＝ノイブルク公がユーリヒとベルクを獲得した。プファルツ＝ノイブルク公ヴォルフガング・ヴィルヘルムは1647年にフリードリヒ・ヴィルヘルムと合意し、ユーリヒ、クレーフェ、ベルクではプロテスタントを採用するとしたが、三十年戦争が終結すると合意を破り、フリードリヒ・ヴィルヘルムから合意に従うよう抗議された。そして、フリードリヒ・ヴィルヘルムは1651年6月にヴェストファーレン条約を破り、ユーリヒとベルクに侵攻した。侵攻には宗教目的のほか、領土拡大という目的もあったとされる。
このとき、ロレーヌ公国の軍勢がまだ動員を解除しておらずニーダーライン周辺で活動していたため、ヴォルフガング・ヴィルヘルムはロレーヌを味方につけようとし、一方フリードリヒ・ヴィルヘルムはネーデルラント連邦共和国（オランダ）からの支持を求めた。そのため、ユーリヒ＝ベルクをめぐる紛争は再度の国際戦争に発展する可能性があったが、オランダは中立を表明してフリードリヒ・ヴィルヘルムへの支援を拒否、さらに帝国等族や領邦等族も反対したため、フリードリヒ・ヴィルヘルムはやむなく帝国からの仲介に応じて1651年10月にクレーフェ条約を締結、侵攻を中止した。侵攻の原因となった宗教問題については1672年に解決された。結果的には戦闘が回避され、ブランデンブルク＝プロイセン軍のやることといえば牛を盗むぐらいだったが（これによりデュッセルドルフ牛戦争と呼ばれた）、フリードリヒ・ヴィルヘルムの名声はこの一件で大きく損なわれた。

### 常備軍

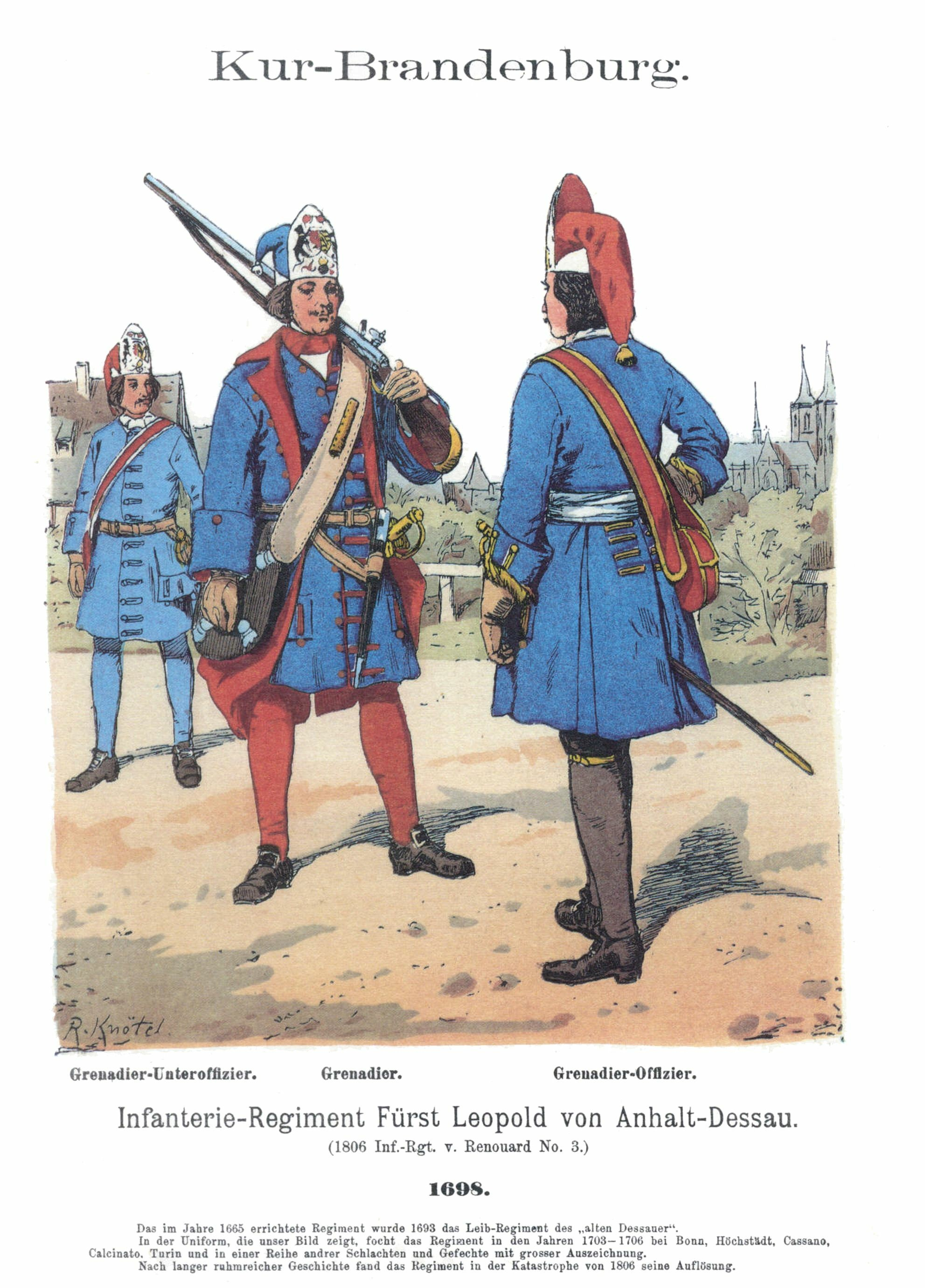
ブランデンブルク＝プロイセン陸軍の軍服、1698年。

戦争での経験により、フリードリヒ・ヴィルヘルムはブランデンブルク＝プロイセンがのし上がるには常備軍が必要であると考えるようになった。予備軍の招集と維持金の拠出は伝統的には領邦議会の特権だったが、フリードリヒ・ヴィルヘルムは将来的には財源が領邦議会から独立している常備軍の創設を目指すべきと考えた。彼はまず1653年7月26日の勅令で領邦議会から軍の創設への同意を勝ち得て、領邦等族からの財源を確保した。その代償として免税、家産裁判権、農奴制の承認といった特権を認めた。
領邦議会からの財源は最初は6年間と限定されていたが、フリードリヒ・ヴィルヘルムは6年経過した後も徴収を続け、しかも徴収を目的とする官職を設けた。資金拠出は1662年に領邦議会より再確認されたが、1666年/1667年には財源が不動産税から物品税（Akzise）に変更された。ブランデンブルク＝プロイセンの町は1657年以降兵士ではなく資金を提供するよう定められ、1665年には領邦議会も追加資金を提供した場合兵士の提供を免除されるようになった。軍の規模は最初の8千人から拡大を続け、1688年には2万5千人から3万人になっていた。このときには軍の財源を領邦議会から独立させるという目標も達成したが、1688年時点の軍費は150万ターラーとなっており、これは国家予算の約5割に相当する。フリードリヒ・ヴィルヘルムが後述の行政改革を断行したのも、軍の財源を安定させ、領邦議会に依存しないようにすることが一番の目的であり、それを目的とした理由は軍事で成功を収めることを国際での名声を得る唯一の方法と考えたためだった。

### 北方戦争

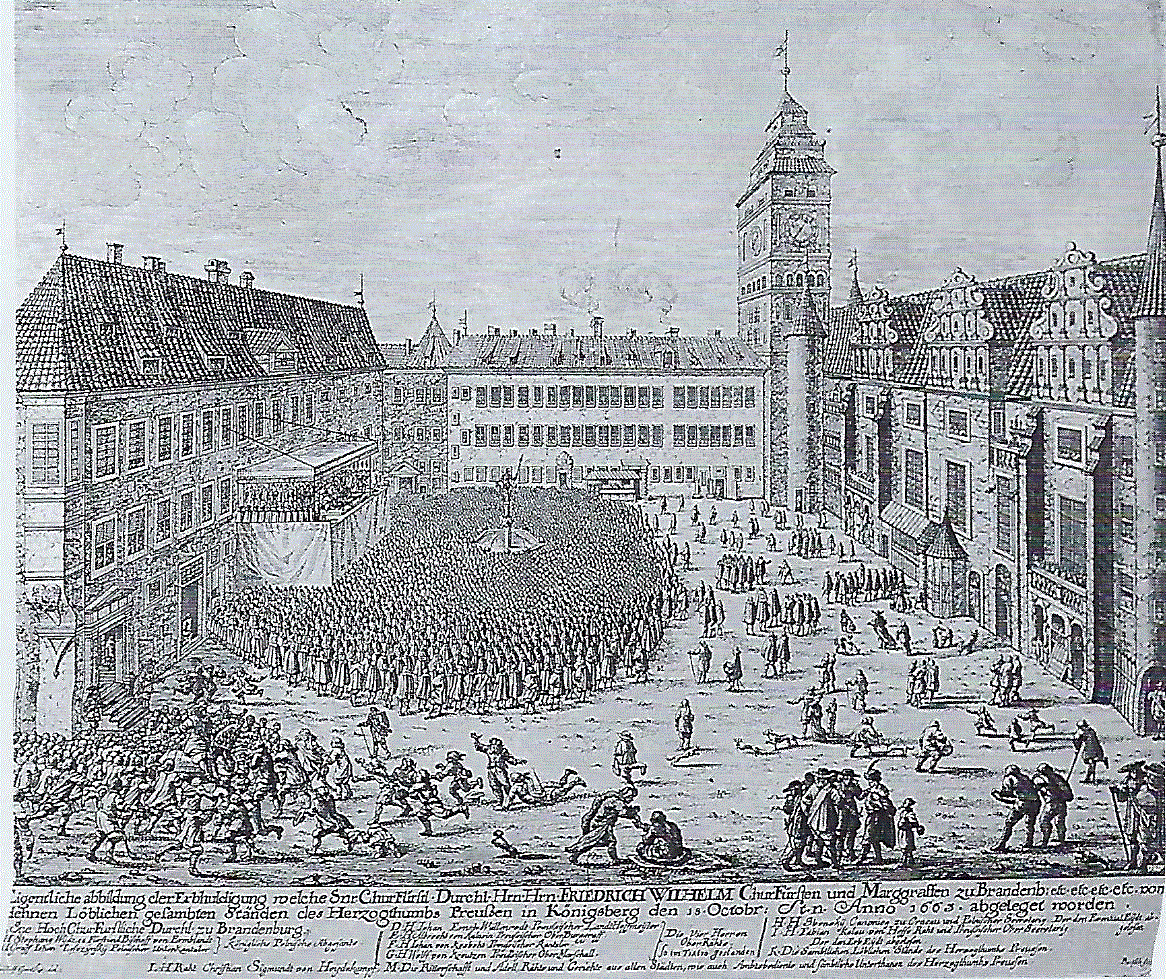
ケーニヒスベルク城でプロイセン公フリードリヒ・ヴィルヘルムに忠誠を誓う領邦議会の議員。

1655年、スウェーデンがポーランド・リトアニア共和国に侵攻したことで北方戦争が勃発した。フリードリヒ・ヴィルヘルムはリンスク条約に基づき王領プロイセンを守備したが、スウェーデン軍に太刀打ちできずプロイセン公国に撤退せざるを得なかった。スウェーデン軍がプロイセン首都ケーニヒスベルクまで追撃したため、フリードリヒ・ヴィルヘルムはやむなく講和に応じて、1656年1月のケーニヒスベルク条約でスウェーデンと同盟を締結、プロイセン公国とエルムラントをスウェーデンの封土としてスウェーデン王カール10世グスタフから改めて授けられた。プロイセン＝スウェーデン同盟軍が同年6月のワルシャワの戦いに勝利したことでフリードリヒ・ヴィルヘルムは名声を得、一方カール10世グスタフは戦況に迫られ、フリードリヒ・ヴィルヘルムの同盟脱落を防ぐために同年11月にラビアウ条約を締結、プロイセン公国とエルムラントの完全独立を約束し、さらに12月にはラドノート条約でヴィエルコポルスカ県の割譲を約束した。
戦況が反スウェーデン側有利になり、さらにポーランド王ヤン2世カジミェシュがヴェーラウ条約とブロンベルク条約でプロイセン公国の完全独立（エルムラントの割譲は認めず）を承認すると、フリードリヒ・ヴィルヘルムは反スウェーデン側に寝返った。同条約ではホーエンツォレルン家が断絶した場合、プロイセン公国がポーランド王領に併合されることも規定した。北方戦争は1660年に終結、講和条約であるオリヴァ条約ではプロイセン公国の独立が再確認された。フリードリヒ・ヴィルヘルムは北方戦争でスウェーデン領ポンメルンに侵攻したものの、これは領土割譲にはつながらなかった。

### 仏蘭戦争とスコーネ戦争

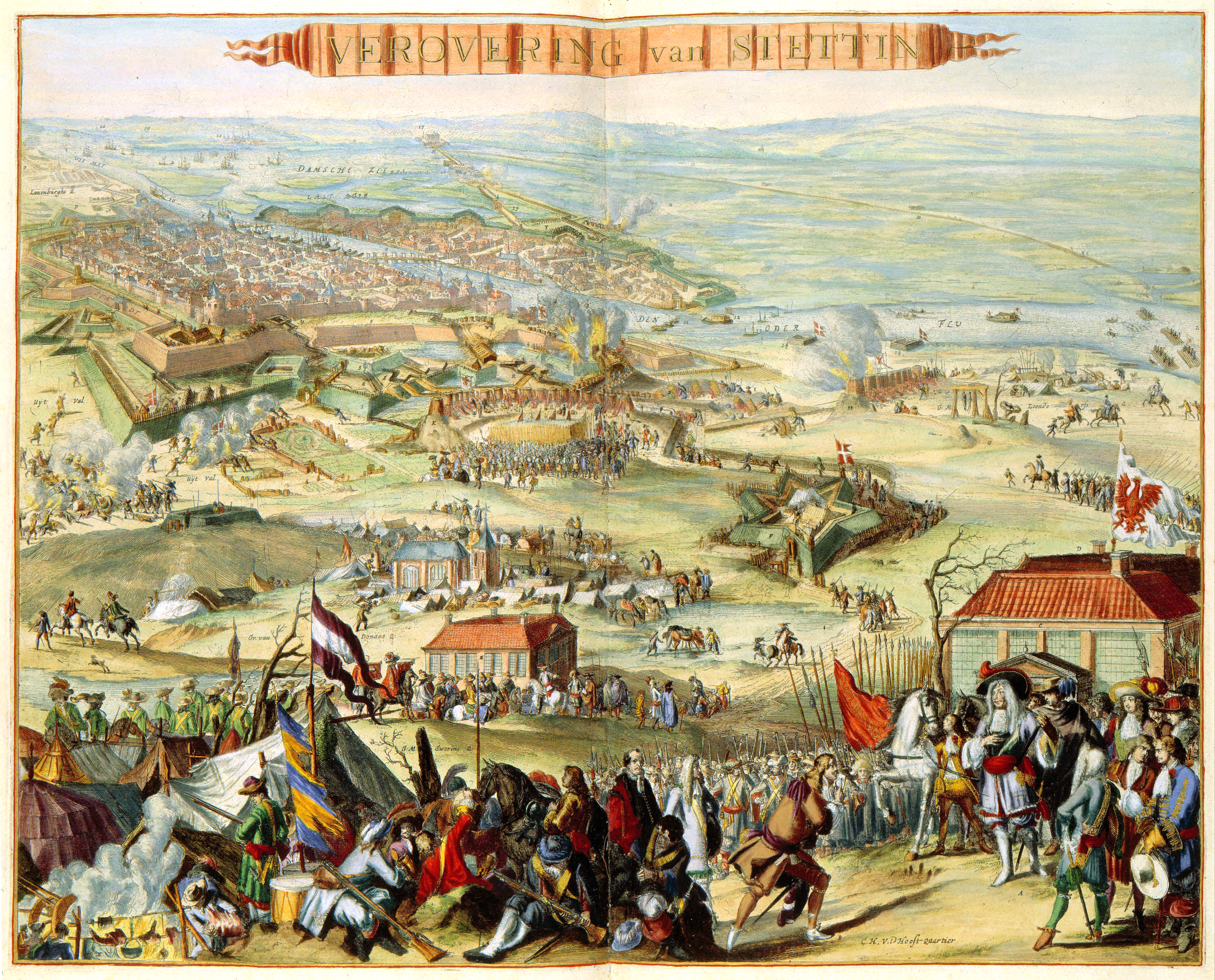
1677年のシュテッティン攻囲戦

1672年に勃発した仏蘭戦争において、ブランデンブルク＝プロイセンは1669年の条約でネーデルラント連邦共和国（オランダ）と同盟を締結していたためオランダ側で参戦したが、フランスにクレーフェを占領される結果となった。1673年6月、フリードリヒ・ヴィルヘルムはオランダを見捨ててフランスと援助条約を締結、フランス軍をクレーフェから撤退させた。神聖ローマ帝国がフランスに宣戦布告すると（いわゆる帝国戦争）、ブランデンブルク＝プロイセンは再び寝返り、帝国側について軍を供出した。これに対し、フランスは同盟国スウェーデンに圧力をかけ、北からブランデンブルク＝プロイセンに攻撃するよう仕向け、スウェーデン王カール11世は気乗りしなかったもののフランスからの援助金に依存していたためやむなく応じ、1674年にブランデンブルク領ウッカーマルクを攻撃してスコーネ戦争のドイツ戦線を開いた（スウェーデンのブランデンブルク侵攻 (1674年-1675年)を参照）。フリードリヒ・ヴィルヘルムはすぐに自軍をライン川からブランデンブルク北部に向け、ちょうど沼地を渡っているスウェーデン軍後衛に遭遇した。これが1675年のフェールベリンの戦いである。軍事的にはそれほど大規模な戦闘ではなかったが、その意義は大きく、フリードリヒ・ヴィルヘルムはここから反撃を開始してスウェーデン領ポンメルン経由でスウェーデン軍を追撃した（ポメラニア戦役 (1675年-1676年)を参照）。

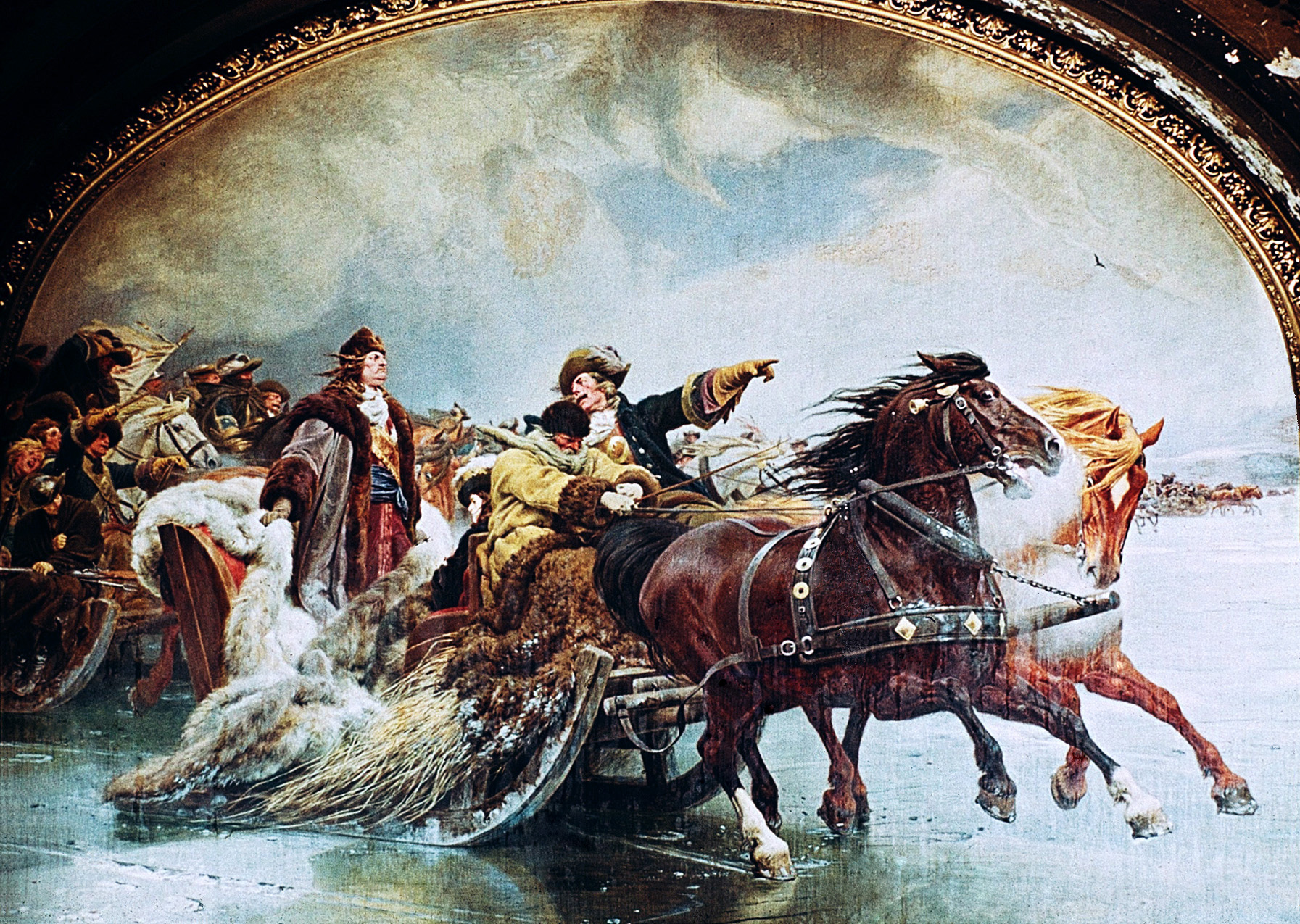
1679年のクルシュー潟越えの追撃戦、1891年頃の作品。

ポーランド王ヤン3世ソビェスキはプロイセン公国への宗主権を回復しようとしており、その計画の一環として1675年6月11日にフランスと同盟を締結した。フランスは援助金などの支援を約束し、ヤン3世はフランスによるポーランド・リトアニア共和国国内での募兵とハプスブルク家を背後から撹乱するためのハンガリー反乱軍への進軍を約束した。計画が成功するにはまずポーランド・オスマン戦争を終結させる必要があったが、これはフランスの外交官による努力にもかかわらず失敗に終わった。その上、教皇領がヤン3世の計画に反対、ポーランドの地主層もオスマン帝国のほうが脅威であるとして反対、マグナートたちもブランデンブルクとハプスブルク家の贈賄を受けて反対した。ポーランド国内のカトリック信者もプロテスタントであるハンガリー反乱軍への援助に反対し、ヤン3世の計画への不満がふくれあがった。そのため、最初の問題である対オスマン戦争は1676年のジュラウノ条約で解決したものの、ヤン3世は皇帝側につき、プロイセン攻撃の計画は破棄された。
一方、スウェーデン領ポンメルンではフリードリヒ・ヴィルヘルムが大半を平定し、リューゲン島はデンマーク＝ノルウェーが占領した（リューゲン島侵攻 (1678年)も参照）。フリードリヒ・ヴィルヘルムは続いてクルシュー潟越えの追撃戦でスウェーデン軍をプロイセンから追い出したが、フランス王ルイ14世はナイメーヘンの和約で仏蘭戦争を終結させると軍を東に進めてスウェーデンを救援、フリードリヒ・ヴィルヘルムはやむなくサン＝ジェルマン＝アン＝レー条約で戦争前の原状回復に同意した。結果としてはオーデル川右岸の小さな地域をスウェーデン領ポンメルンから割譲させただけに終わったが、フリードリヒ・ヴィルヘルムはこの戦争で名を轟かせた。

## フリードリヒ3世/1世の治世（1688年 – 1713年）
ブランデンブルク選帝侯フリードリヒ3世（1701年よりプロイセン王フリードリヒ1世）は1657年にケーニヒスベルクで生まれた。父フリードリヒ・ヴィルヘルムの治世では1679年のサン＝ジェルマン＝アン＝レー条約でフランスと友好な関係を築いたが、ユグノー問題をめぐり再び悪化した。そのため、フリードリヒ・ヴィルヘルムは1686年12月22日にハプスブルク家の神聖ローマ皇帝レオポルト1世と同盟を締結した。この同盟において、フリードリヒ・ヴィルヘルムはシュレージエンへの請求を取り下げ、その代償としてブランデンブルク領ノイマルクに隣接するシュヴィーブスを獲得した。フリードリヒ3世は同盟交渉にあたって選帝侯世子として参加し、1688年に選帝侯領を継承すると同盟の継続を約束、さらに秘密裏にシュヴィーブスを返還するという条約改正に同意、1694年にそれを履行した。フリードリヒ3世はそれ以降治世を通してハプスブルク家に味方し、対仏戦争でも軍を出した。1693年、フリードリヒ3世はウィーンにあるハプスブルク家の宮廷で王への昇格を主張しはじめ、一旦は失敗に終わるが、以降も王への昇格を諦めなかった。
称号の昇格はただの飾りではなく、政治のかけひきにおける優勢を得るためにも必要なことだった。フリードリヒ3世はすでに選帝侯という高位にあったが、バイエルン公マクシミリアン1世が三十年戦争中の1623年にバイエルン選帝侯になり、1648年のヴェストファーレン条約でプファルツ選帝侯が再創設され、ハノーファー家のエルンスト・アウグストも1692年に選帝侯位を得ており、元は7人だった選帝侯が9人まで増えた上（うち世俗諸侯は6人）、以降も増える公算が大きかった。また、選帝侯のうちザクセン選帝侯フリードリヒ・アウグスト1世は1697年にポーランド王に選出されており、ハノーファー選帝侯はイギリスの王位継承権を確保した。したがって、フリードリヒ3世の立場からは称号の停滞が権力の喪失を意味し、1697年のレイスウェイク条約でブランデンブルク＝プロイセンの主張がヨーロッパ諸国の君主から無視されたこともそれを証明した。
神聖ローマ帝国では皇帝とボヘミア王のみ王号の使用を認められたが、プロイセンは帝国の領域外にあるのでその制限が適用されず、またプロイセン公として主権を有していたこともあり、フリードリヒ3世はプロイセン公国からプロイセン王国への昇格を目指すこととなった。しかし、フリードリヒ3世の顧問の一部はこの目標の実現性を疑問視しており、またたとえ昇格がなされたとしても、ヨーロッパ諸国、特に神聖ローマ皇帝が承認しなければ何の意味もなかった。1699年、フリードリヒ3世は皇帝レオポルト1世との交渉を再開したが、レオポルト1世がスペイン継承戦争の勃発目前という状況にあって同盟国を必要としたため、1700年11月16日の王冠条約でフリードリヒ3世の王としての戴冠に同意した。また、ポーランド王領プロイセンが存在するため、フリードリヒ3世が「プロイセン国王」（König von Preußen）ではなくプロイセンの王（König in Preußen）を称することとなった。イギリスとオランダもレオポルト1世とほとんど同じ理由により、フリードリヒ3世の称号昇格に同意した。

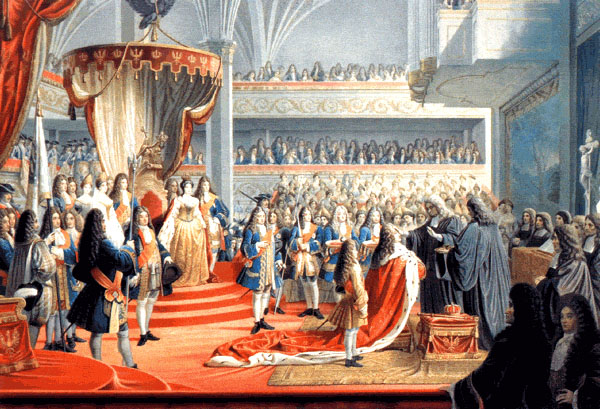
戴冠直後のプロイセン王フリードリヒ1世

1701年1月17日、フリードリヒ3世はプロイセンの黒鷲を国章に採用、「各人に各人のものを」を標語に定めた。翌18日にはプロイセン王フリードリヒ1世として妻ゾフィー・シャルロッテとともにケーニヒスベルク城で戴冠した。28日、ザクセン選帝侯フリードリヒ・アウグスト1世は（ポーランド王としてではなく）選帝侯としてフリードリヒ3世に祝いの言葉を述べ、2月にはデンマーク＝ノルウェーが大北方戦争での同盟を期待してフリードリヒ1世のプロイセン王昇格に同意、ロシア・ツァーリ国も同年にプロイセン王昇格に同意した。その後、神聖ローマ帝国の諸侯の大半が同意し、スウェーデン王カール12世が1703年に、フランス王国とスペイン王国が1713年に同意した。一方、ドイツ騎士団は1525年にドイツ騎士団国がプロイセン公国として世俗化された後もプロイセン地域への主張を取り下げなかったため、フリードリヒ1世の戴冠を承認しなかった。ドイツ騎士団総長フランツ・ルートヴィヒ・フォン・デア・プファルツは皇帝レオポルト1世の宮廷で抗議し、教皇クレメンス11世は各地のカトリック聖職者に回状を送り、フリードリヒ1世の王位を承認するよう命じた。そのため、教皇の文書では1787年までプロイセン王を「ブランデンブルク辺境伯」として呼称した。ポーランド・リトアニア共和国の貴族はポーランド王領プロイセンが脅かされると考えてフリードリヒ1世の王位を承認せず、1764年になってようやく承認した。
法律上ではブランデンブルクとプロイセンが1806年の神聖ローマ帝国解体まで人的同君連合を組んでいたが、1701年時点では神聖ローマ皇帝によるブランデンブルクへの宗主権がすでに有名無実になっており、したがって1701年以降のブランデンブルクは実質的にはプロイセン王国の一部としてみなされた。フリードリヒ1世も名目上でしか皇帝の宗主権を承認しなかった。

## 行政
16世紀中旬、ブランデンブルク選帝侯は統治にあたって領邦等族に依存するようになり、選帝侯領の負債、税収、財政は全て領邦等族の大委員会（Großer Ausschuß）と信用事業（Kreditwerk）といった選帝侯が掌握していない組織に握られた。このような状況が形成した理由は選帝侯ヨアヒム2世が1541年に領邦等族からの資金援助と引き換えに行った譲歩であったが、信用事業は1618年から1625年までの間破産に陥った。さらに、いかなる法的な約束、および選帝侯の不動産を抵当に入れるか売却するにあたって領邦等族が否決権を有するという状況でもあった。この状況から脱出すべく、選帝侯ヨアヒム・フリードリヒは1604年に顧問委員会として選帝侯領枢密院（Geheimer Rat für die Kurmark）を設立した。枢密院は1613年には常設の組織に定められたが、三十年戦争により1651年まで影響力が全くなかった。
三十年戦争が終結するまで、ブランデンブルク＝プロイセンの各地域の政治体制はお互いから独立しており、同一人物を君主として戴いている点でのみ共通していた。選帝侯フリードリヒ・ヴィルヘルムはこの人的同君連合を物的同君連合に改革しようとして中央集権を進め、1651年に枢密院を自領の中央政府に定めようとしたが、これは非現実的であった。その代わり、フリードリヒ・ヴィルヘルムは各領土それぞれに選帝侯領参議官（Kurfürstlicher Rat）と呼ばれる代官を任命、代官の人選を主に枢密院の顧問官から任命した。各領土の権力の中心は領邦政府（Landständische Regierung、プロイセンでは上級顧問官室（）、マルク伯領とクレーフェ公国では枢密領邦政府（Geheime Landesregierung）と呼ばれる）のままであり、司法、財政、行政権を手中に収めていた。領邦政府による統治への対抗として、フリードリヒ・ヴィルヘルムは所領管理部（Amtskammer）を設立し、領土、税収、選帝侯特権の調整にあたった。所領管理部はブランデンブルク（1652年）、クレーフェとマルク（1653年）、ポンメルン（1654年）、プロイセン（1661年）、マクデブルク（1680年）の順で導入され、1680年には信用事業がフリードリヒ・ヴィルヘルムに掌握された。
北方戦争に勝利し、自身の立場を強化したフリードリヒ・ヴィルヘルムはさらなる改革に踏み切り、1660年にクレーフェの憲法を、1661年にマルクの憲法を改正して、領邦等族から独立して選帝侯に忠実な官僚を任命できるよう変更した。プロイセン公国では1663年に領邦議会の伝統的な特権を再確認したが、領邦議会は特権を選帝侯の主権への干渉に使わないよう約束した。1666年/1667年にはブランデンブルクで領邦等族の同意なく物品税（Akzise）を徴収してブランデンブルク＝プロイセンの常備軍の財源とし、プロイセンでは領邦議会が1656年に物品税の徴収に同意したものの1674年には領邦議会の同意なしに徴収するようになり、それが常態化した結果プロイセン領邦議会は1704年までに徴税拒否権を実質的に放棄した。以降物品税はポンメルン（1682年）、マクデブルク（1688年）、クレーフェとマルク（1716年 – 1720年）に導入された。これらの改革により、国庫の歳入はフリードリヒ・ヴィルヘルムの治世中に3倍も増え、一方で領民の税金負担はフランス王国の国民の2倍に上昇した。
フリードリヒ3世/1世の治世において、ブランデンブルク＝プロイセンの領土は実質的にはプロイセン王国の州に変更された。フリードリヒ・ヴィルヘルムの遺言状ではブランデンブルク＝プロイセンを息子の間で分割するとされたが、長男であるフリードリヒ3世は皇帝の支持を得て、ゲーラ条約によりホーエンツォレルン家の領土分割が禁じられたとして単独で領土を継承した。1689年、ブランデンブルク＝プロイセン全体を管理する枢密財務庁（Geheime Hofkammer、1713年に財政総督府（Generalfinanzdirektorium）に改称）が設立され、各領土の所領管理部の上級機関として機能した。また軍を管理する軍事監察庁（Kriegskommissariat）を統括する中央機関である軍事総監察庁（Generalkriegskommissariat）も設立され、1712年までに一般税務や警察業務も担当するようになった。

### 領土の一覧
本節の出典は。
| 地名                                 | 獲得年 | 注釈 |
| ------------------------------------ | ------ | --- |
| ブランデンブルク辺境伯領             | 1411年 | 本領、神聖ローマ帝国の選帝侯領 |
| クレーフェ公国                       | 1614年 | クサンテン条約 |
| マルク伯領                           | 1614年 | クサンテン条約 |
| ラーヴェンスベルク伯領               | 1614年 | クサンテン条約 |
| プロイセン公国                       | 1618年 | ポーランドの封土として継承。1656年のケーニヒスベルク条約によりスウェーデンの封土に変更、同年のラビアウ条約と1657年のヴェーラウ条約、ブロンベルク条約によりスウェーデンとポーランドから完全独立、1660年のオリヴァ条約で再確認 |
| ミンデン司教領                       | 1648年 | ヴェストファーレン条約 |
| ハーベルシュタット司教領             | 1648年 | ヴェストファーレン条約 |
| ヒンターポンメルンとカンミーン司教領 | 1653年 | グリムニッツ条約で継承権獲得、ヴェストファーレン条約で継承権再確認、シュテッティン条約で正式に併合、サン＝ジェルマン＝アン＝レー条約でわずかに拡大                                                                           |
| エルムラント                         | 1656年 | ケーニヒスベルク条約によりスウェーデンの封土として獲得、同年のラビアウ条約で完全独立、1657年のヴェーラウ条約とブロンベルク条約で喪失                                                                                         |
| ラウエンブルク＝ビュートー           | 1657年 | ブロンベルク条約 |
| ドラハイム                           | 1657年 | ブロンベルク条約 |
| マクデブルク公国                     | 1680年 | ヴェストファーレン条約の規定に基づき継承 |

## 宗教と移民誘致

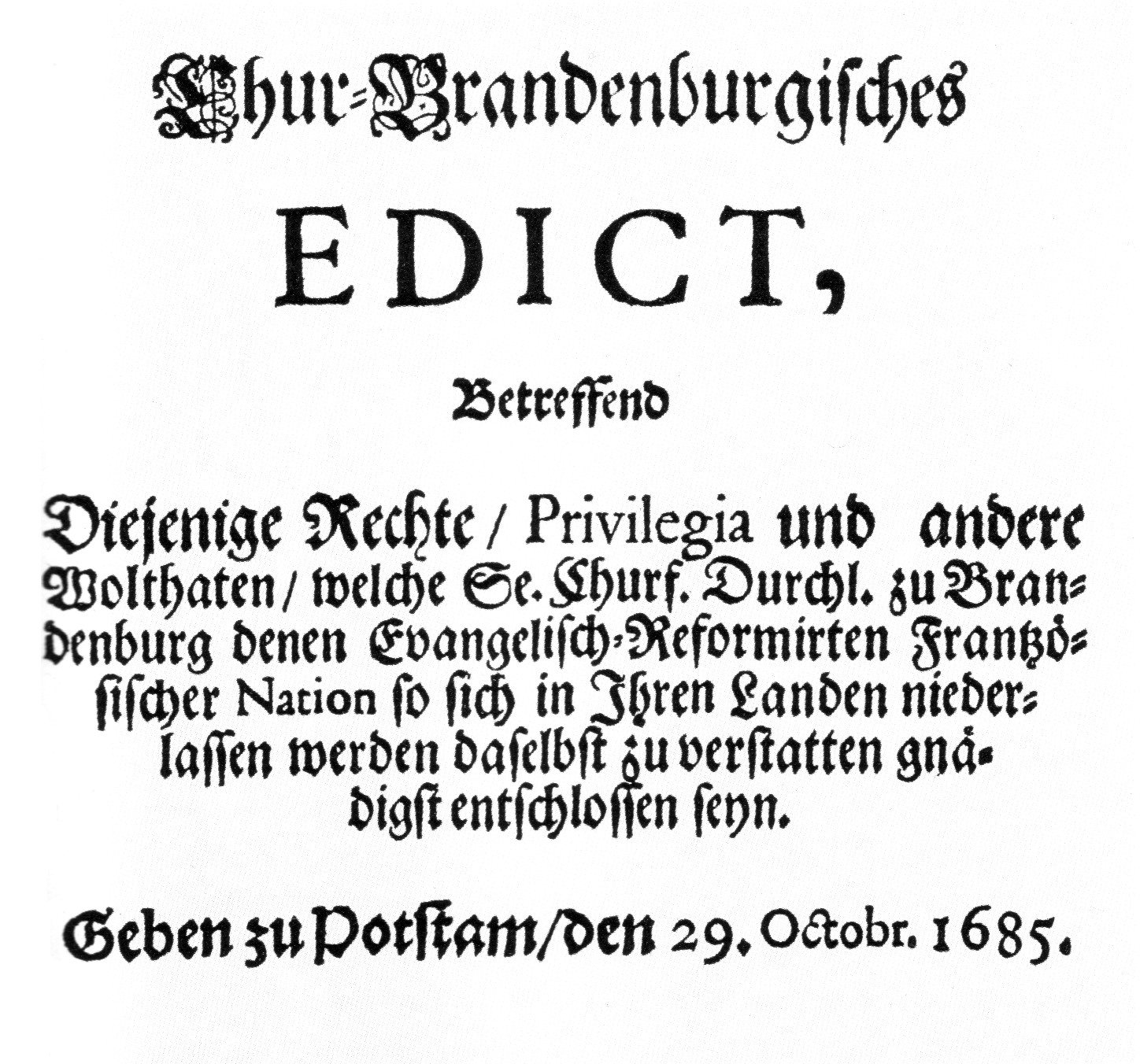
ポツダム勅令

1613年、選帝侯ヨハン・ジギスムントがルター派からカルヴァン派に改宗したが、「領主の信仰が、汝の信仰」に基づき領邦等族を改宗させることには失敗した。そのため、ヨハン・ジギスムントは宮廷ではカルヴァン派を採用したものの、1615年2月5日にはルター派に信仰の自由を与えた。フリードリヒ・ヴィルヘルムの治世では三十年戦争からの復興を進める中、宗教庇護を提供する形でヨーロッパ諸国から移民を誘致、ポツダム勅令で1万5千人以上のユグノーを誘致した。

## 海軍と植民地

### 東インド植民地計画
選帝侯フリードリヒ・ヴィルヘルムは青年期をポンメルンの宮廷、港口都市のヴォルガスト（1631年 – 1633年）とシュテッティン（1633年 – 1635年）で過ごした後、ネーデルラント連邦共和国（オランダ）のライデン大学で学んだ（1635年 – 1638年）。1640年にブランデンブルク＝プロイセンを継承した後、オランダの技師をブランデンブルクに招聘し、ブランデンブルクの技師にオランダで学ばせ、1646年にはオラニエ＝ナッサウ家のルイーゼ・ヘンリエッテ・フォン・オラニエンと結婚した。このような背景もあり、三十年戦争が終結すると、フリードリヒ・ヴィルヘルムは復興への施策として（オランダで盛んに行われている）海外貿易への進出を試み、ブランデンブルク＝プロイセンの東インド会社を創設しようとした。フリードリヒ・ヴィルヘルムは計画の一環としてオランダの提督だったアルノルト・ヘイセルス・ファン・リールを顧問に起用し、神聖ローマ帝国や帝国諸侯に参加を呼びかけたが、皇帝フェルディナント3世は他国の利益を奪うことが危険であると考えて拒否した。1651年には1万2千ポンドでデンマーク＝ノルウェーからインドのダンスボー砦とトランケバーを購入し、ハンザ同盟の都市に投資を呼びかけたが、結局資金が集まらずデンマークとの購入条約は1653年に無効となった。

### 海軍
| ブランデンブルク＝プロイセン海軍                                            | ブランデンブルク＝プロイセン海軍 | ブランデンブルク＝プロイセン海軍 | ブランデンブルク＝プロイセン海軍 | ブランデンブルク＝プロイセン海軍 | ブランデンブルク＝プロイセン海軍 | ブランデンブルク＝プロイセン海軍 |
| 艦種                                                                        | 艦船数                           | 艦船数                           | 艦船数                           | 艦船数                           | 艦船数                           | 艦船数                           |
| 艦種                                                                        | 1675年                           | 1680年                           | 1684年                           | 1689年                           | 1696年                           | 1700年                           |
| --------------------------------------------------------------------------- | -------------------------------- | -------------------------------- | -------------------------------- | -------------------------------- | -------------------------------- | -------------------------------- |
| フリゲート                                                                  | 6                                | 15                               | 16                               | 12                               | 6                                | 4                                |
| フリュート                                                                  | 1                                | 0                                | 3                                | 4                                | 2                                | 0                                |
| スノー                                                                      | 0                                | 1                                | 5                                | 4                                | 1                                | 0                                |
| ガリオット                                                                  | 0                                | 5                                | 4                                | 2                                | 1                                | 0                                |
| ヨット                                                                      | 1                                | 4                                | 4                                | 5                                | 5                                | 5                                |
| その他                                                                      | 1                                | 1                                | 2                                | 1                                | 4                                | 3                                |
| 1669年時点のヨーロッパの艦船数：25,000 1669年時点のオランダの艦船数：16,000 |                                  |                                  |                                  |                                  |                                  |                                  |

スコーネ戦争中の1675年のフェールベリンの戦いでの勝利とスウェーデン領ポンメルンへの侵攻を経て、フリードリヒ・ヴィルヘルムは海軍の創設を決意した。彼はオランダの商人で船主のベンヤミン・ラウレと面会し、ラウレは翌年にブランデンブルクに移住して海軍と植民地事業の舵取りを任せられた。ブランデンブルク＝プロイセン海軍は最初はラウレから貸与された船10隻だけで創設されたが、対スウェーデン戦争におけるシュテッティン攻囲戦、シュトラールズント攻囲戦、リューゲン島侵攻で勝利を収めた。ラウレは東プロイセンのピラウ（現ロシア領バルチースク）で造船所を設立して、港口を増築した。
1679年のサン＝ジェルマン＝アン＝レー条約で戦争が終結した後、ブランデンブルク＝プロイセン海軍はバルト海でスウェーデン船の拿捕に専念、1680年にはブランデンブルク＝プロイセンの船6隻がオーステンデ近くでスペイン船「カルロス2世」（Carolus Secundus）を拿捕し、スペインが約束したはずの援助金を支払うよう圧力をかけた。「カルロス2世」は「ブランデンブルク辺境伯」（Markgraf von Brandenburg）に改名されて大西洋艦隊の旗艦になり、銀を積載しているスペイン船の拿捕を命じられたが、これは失敗に終わった。その後、海軍の規模が拡大すると、船を賃借するのではなく購入または建造にするようになり、1684年10月1日にはそれまで賃借している船を11万ターラーで購入した。また、同年にはオストフリースラントのエムデンがブランデンブルク＝プロイセン海軍の基地になり、元の基地であるピラウからは造船所の一部、提督の邸宅、従業員向けの木造教会がエムデンに移動された。エムデンはブランデンブルク＝プロイセン領ではなかったが、フリードリヒ・ヴィルヘルムが近くのグレートジール城を所有したため、エムデンと交渉して駐留軍と港口の維持で合意した。

### グロース・フリードリヒスブルク植民地

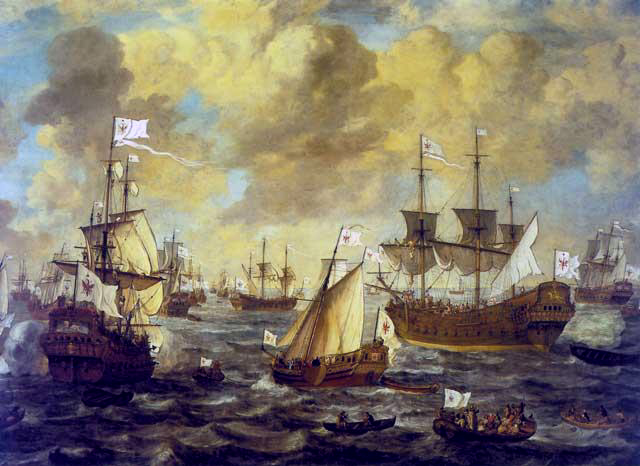
『海上のブランデンブルク海軍』、リーフェ・フェルシュイア作、1684年。

1679年、ラウレはフリードリヒ・ヴィルヘルムにアフリカのギニアでの植民地建設計画を提出し、フリードリヒ・ヴィルヘルムはそれ計画を許可した。1680年7月、フリードリヒ・ヴィルヘルムは計画実施の命令を出し、アフリカの部族との貿易関係の確立と植民地建設に適する地点の探索という2つの任務を全うするための船2隻が選ばれた。9月17日、フリゲートの「ヴァッペン・フォン・ブランデンブルク」（Wappen von Brandenburg）とモリアン（Morian）がギニアに向けて出発、1681年1月に到着した。しかし、ヴァッペン・フォン・ブランデンブルクの船員がオランダ西インド会社の主張する領土でアフリカ人にブランデーを売ったため、オランダ西インド会社は3月にヴァッペン・フォン・ブランデンブルクを没収、一方でモリアンの船員はオランダに追い出される前の5月16日にギニア人酋長3人と契約を締結することに成功した。この契約は公式には貿易協定とされたものの、酋長がフリードリヒ・ヴィルヘルムの宗主権を認めるという条項とブランデンブルク＝プロイセンによる要塞建設を許可する条項が含まれたため、ブランデンブルク＝プロイセンの植民地建設の始まりとされた。
植民地事業を推進すべく、ブランデンブルク・アフリカ会社が1682年3月7日に設立され、本社はベルリンに、造船所はピラウ（1683年にエムデンに移転）に設けられた。しかし、ブランデンブルク・アフリカ会社は設立から解散までを通して資金不足であり、ラウレやフリードリヒ・ヴィルヘルム自身などが私財を投じて遠征の資金を提供することとなった。1682年7月、東プロイセン出身のオットー・フリードリヒ・フォン・デア・グレーベン率いる遠征隊がギニアに派遣され、グロース・フリードリヒスブルク砦を建てた。1684年2月24日には再び現地の酋長と条約を締結して、近くのアッカダ（Accada、現ガーナ領アクィーダ）で2つの砦を建設する許可を得た。この2つ目の砦はフリードリヒ・ヴィルヘルムの2人目の妻に因んでドロテーンシャンツェ（Dorotheenschanze、シャンツェは防御工事の一種）に名付けられた。1685年2月4日、グロース・フリードリヒスブルクの約30km東にあるタッカラリ（Taccarary、現ガーナ領タコラディ）で3つ目の条約が締結された。そして、グロース・フリードリヒスブルクとドロテーンシャンツェの間にあるタクラマ村（Taccrama）の近くで4つ目の砦が建設され、ゾフィー＝ルイーゼ＝シャンツェ（Sophie-Louise-Schanze）と呼ばれた。合計としてはグロース・フリードリヒスブルク植民地が海岸線の約50kmにわたる長さを占拠したが、内陸への拡張はしなかった。

### アルガン植民地

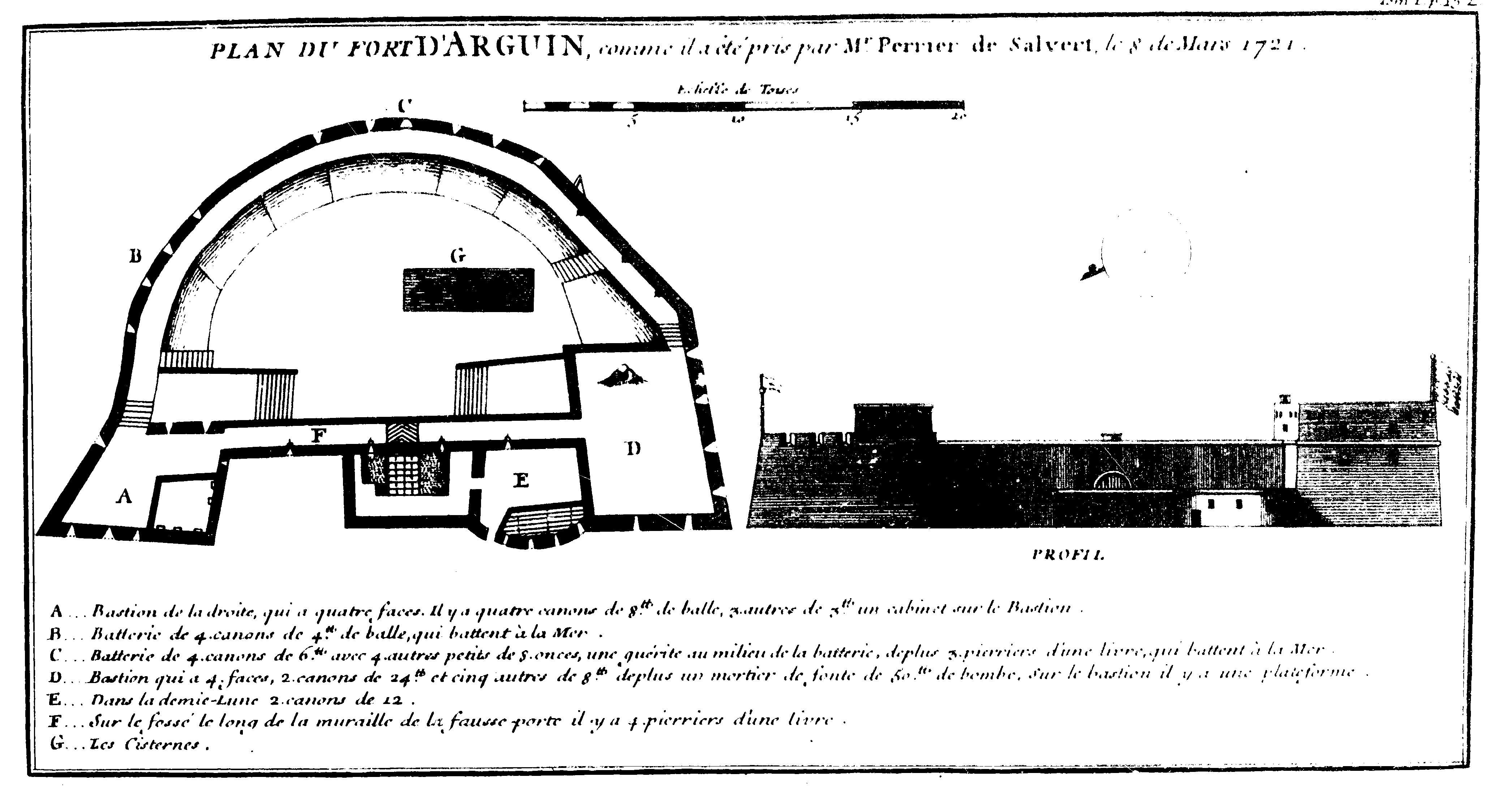
アルガン砦の地図、1721年。

ブランデンブルク＝プロイセンの第二の植民地は西アフリカ海岸のアルガン湾（現モーリタニア領）沖に建設された。それまでヨーロッパの植民地にならなかったギニアの植民地と違い、アルガンでは1520年にポルトガル王国が本島であるアルガン島で砦を建設しており、1580年にポルトガル本国とともにスペインの支配下となった。アルガン植民地は1638年にネーデルラント連邦共和国に奪われ、1678年にはフランス王国に奪われたが、フランスは維持費の高さを鑑みてアルガン植民地を放棄、直後に砦を取り壊した。1685年7月27日、フリードリヒ・ヴィルヘルムとラウレは遠征隊を派遣、遠征隊は10月1日に無人となっていた植民地を占領した。その後、砦が再建され、現地住民との連絡も確立した。これらの動きを警戒したフランスは1687年末に砦の再占領を目指して船を派遣したが、フリゲート1隻とさらに小型な船1隻しかなかったためブランデンブルク＝プロイセンの駐留軍に撃退された。フランスが現地住民の多くを奴隷として連れ去っていたため、ブランデンブルク＝プロイセンはフランス船の撃退で現地住民との関係を改善した。アルガン植民地は経済においてはグロース・フリードリヒスブルクより重要性が下ではあったが、主要な奴隷港口の1つとしては機能した。

### カリブ海の植民地事業
アフリカで植民地を建設したことで、ブランデンブルク＝プロイセンはいわゆる三角貿易に進出できるようになったが、3つ目の角であるカリブ海では貿易港に欠いた。1684年にフランスからサン・クロワ島とサン・ヴァンサン島を購入しようとして拒否され、1685年11月にデンマーク＝ノルウェーからサンクト・トマス島を購入しようとして失敗した後、ブランデンブルクとデンマークの間で協定が締結され、ブランデンブルク・アフリカ会社がサンクト・トマス島の一部を30年間租借して基地として使用、一方主権はデンマークが所有したままで、統治権はデンマーク西インド会社が所有したままとなった。その後、ブランデンブルク船がグロース・フリードリヒスブルクから奴隷450人を積載して出発、1686年にサンクト・トマス島に到着した。ブランデンブルク＝プロイセンが租借した地域は首府シャルロッテ・アマーリエ近くにあって、Brandenburgeryという名前であり、それ以外にも西方のクルム湾（Krum Bay）とボルドー地所（Bordeaux Estates）を租借した。1688年時点ではヨーロッパ人300人と奴隷数百人がブランデンブルク租借地に住んでいた。1695年11月、フランス軍がサンクト・トマス島に上陸したが、ブランデンブルク租借地のみを略奪し、デンマークの植民地は略奪しなかった。1731年にブランデンブルク・アフリカ会社が破産すると、ブランデンブルク租借地は1735年に放棄され、残った資産は1738年にオークションで売却された。
1687年にクラブ島（Krabbeninsel、現プエルトリコのビエケス島）を領有しようとする試みもあったが、デンマーク、イングランド、スペインも領有権を主張しており、1692年の2度目の遠征でデンマークが島を占領していることを知ると、クラブ島領有の計画は放棄された。また、1689年にはピーテル島を占領したが、小さすぎて貿易や定住に適さなかった。1691年にはクールラント・ゼムガレン公国と協定を締結してトバゴ島を分割したが、クールラント人がすでにトバゴ島に住んでいない上、イングランドも領有権を主張していたため、協定は無効になり、代わって開始されたイングランドとの交渉は合意に至らなかった。1695年、トルトラ島で足場を築くことが試みられたが、イングランドに移住を拒否され、1697年にはシント・ユースタティウス島の購入をイングランドに拒否された。

### 英語出典
- Citino, Robert Michael (2005). The German way of war. From the Thirty Years' War to the Third Reich. Modern war studies (英語). University Press of Kansas. ISBN 0-7006-1410-9.
- Frost, Robert I (2000). The Northern Wars. War, State and Society in Northeastern Europe 1558-1721 (英語). Harlow: Longman. ISBN 978-0-582-06429-4.
- Gieysztor, Aleksander; Stefan, Kieniewicz; Rostworowski, Emanuel; Tazbir, Janusz; Wereszycki, Henryk (1979). History of Poland (英語). Warsaw: PWN. ISBN 83-01-00392-8.
- Leathes, Stanley Mordaunt; Ward, Adolphus William; Prothero, George Walter, eds. (1964). The Cambridge Modern History (英語). Vol. 1. CUP Archive.
- Shennan, Margaret (1995). The Rise of Brandenburg-Prussia (英語). Routledge. ISBN 0-415-12938-9.
- Sturdy, David J. (2002). Fractured Europe, 1600-1721 (英語). Wiley-Blackwell. p. 59. ISBN 0-631-20513-6.

### ドイツ語出典
- Beier, Brigitte (2007). Die Chronik der Deutschen (ドイツ語). wissenmedia. ISBN 3-577-14374-6.
- Buchholz, Werner, ed. (1999). Pommern (ドイツ語). Siedler. ISBN 3-88680-780-0.
- Carreras, Sandra; Maihold, Günther (2004). Preußen und Lateinamerika. Im Spannungsfeld von Kommerz, Macht und Kultur. Europa-Übersee (ドイツ語). Vol. 12. LIT. ISBN 3-8258-6306-9.
- Duchhardt, Heinz (2006). “Friedrich Wilhelm, der Große Kurfürst (1640-1688)”. In Kroll, Frank-Lothar (ed.). Preußens Herrscher. Von den ersten Hohenzollern bis Wilhelm II (ドイツ語). Beck. pp. 95–112. ISBN 3-406-54129-1.
- Gabel, Helmut (1998). “Altes Reich und europäische Friedensordnung. As pekte der Friedenssicherung zwischen 1648 und dem Beginn des Holländischen Krieges”. In Lademacher, Horst; Groenveld, Simon (eds.). Krieg und Kultur. Die Rezeption von Krieg und Frieden in der Niederländischen Republik und im Deutschen Reich 1568-1648 (ドイツ語). Waxmann. pp. 463–480. ISBN 3-89325-575-3.
- Gotthard, Axel (2006). “Zwischen Luthertum und Calvinismus (1598-1640)”. In Kroll, Frank-Lothar (ed.). Preußens Herrscher. Von den ersten Hohenzollern bis Wilhelm II (ドイツ語). Beck. pp. 74–94. ISBN 3-406-54129-1.
- Hammer, Ulrike (2001). Kurfürstin Luise Henriette. Eine Oranierin als Mittlerin zwischen den Niederlanden und Brandenburg-Preußen. Studien zur Geschichte und Kultur Nordwesteuropas (ドイツ語). Vol. 4. Waxmann. ISBN 3-8309-1105-X.
- van der Heyden, Ulrich (2001). Rote Adler an Afrikas Küste. Die brandenburgisch-preussische Kolonie Grossfriedrichsburg in Westafrika (ドイツ語) (2 ed.). Selignow. ISBN 3-933889-04-9.
- Jähnig, Bernhart (2006). “Die politischen und rechtlichen Außenbeziehungen des Herzogtums Preußen (1525-1660)”. In Willoweit, Dietmar; Lemberg, Hans (eds.). Reiche und Territorien in Ostmitteleuropa. Historische Beziehungen und politische Herrschaftslegitimation. Völker, Staaten und Kulturen in Ostmitteleuropa (ドイツ語). Vol. 2. Munich: Oldenbourg Wissenschaftsverlag. pp. 51–72. ISBN 3-486-57839-1.
- Klueting, Harm (2003). Reformatio vitae Johann Jakob Fabricius (1618/20-1673). Ein Beitrag zu Konfessionalisierung und Sozialdisziplinierung im Luthertum des 17. Jahrhunderts. Historia profana et ecclesiastica (ドイツ語). Vol. 9. LIT. ISBN 3-8258-7051-0.
- Kotulla, Michael (2008). Einführung in die deutsche Verfassungsgeschichte. Vom alten Reich bis Weimar (1495 bis 1933) (ドイツ語). Springer. pp. 261ff. ISBN 3-540-48705-0.
- Neugebauer, Wolfgang (2006). “Friedrich III./I. (1688-1713)”. In Kroll, Frank-Lothar (ed.). Preußens Herrscher. Von den ersten Hohenzollern bis Wilhelm II (ドイツ語). Beck. pp. 113–133. ISBN 3-406-54129-1.
- Neuhaus, Helmut (2003). Das Reich in der frühen Neuzeit. Enzyklopädie deutscher Geschichte (ドイツ語). Vol. 42 (2 ed.). Oldenbourg. ISBN 3-486-56729-2.
- Nicklas, Thomas (2002). Macht oder Recht: frühneuzeitliche Politik im Obersächsischen Reichskreis (ドイツ語). Franz Steiner Verlag. pp. 214ff. ISBN 3-515-07939-4.
- Schmidt, Georg (2006). Der Dreissigjährige Krieg (ドイツ語) (7 ed.). C.H.Beck. ISBN 3-406-49034-4.
- Weber, Matthias (2003). Preussen in Ostmitteleuropa. Geschehensgeschichte und Verstehensgeschichte. Schriften des Bundesinstituts für Kultur und Geschichte der Deutschen im östlichen Europa (ドイツ語). Vol. 21. Oldenbourg. ISBN 3-486-56718-7.

### その他
- Olesen, Jens E. (2003). “Christian IV og dansk Pommernpolitik”. In Asmus, Ivo; Droste, Jens E.; Olesen (eds.). Gemeinsame Bekannte: Schweden und Deutschland in der Frühen Neuzeit (デンマーク語). LIT Verlag. pp. 383–396. ISBN 3-8258-7150-9.

## 関連図書
- Clark, Christopher. Iron Kingdom: The Rise and Downfall of Prussia, 1600-1947 (2008).
- Gagliardo, John G. Germany under the Old Regime, 1600–1790 (1991) online edition.
- Holborn, Hajo. A History of Modern Germany. Vol 2: 1648–1840 (1962).
- Hughes, Michael. Early Modern Germany, 1477–1806 (1992).
- Materna, Ingo; Adamy, Kurt (1995). Brandenburgische Geschichte (ドイツ語). Akademie Verlag. pp. 317ff. ISBN 3-05-002508-5.
- Ogilvie, Sheilagh. Germany: A New Social and Economic History, Vol. 1: 1450–1630  (1995) 416pp; Germany: A New Social and Economic History, Vol. 2: 1630–1800 (1996), 448pp.
- von Neugebauer, Wolfgang, ed. (2009). Das 17. und 18. Jahrhundert und Große Themen der Geschichte Preußens. Handbuch der Preußischen Geschichte (ドイツ語). Vol. 1. de Gruyter. ISBN 978-3-11-014091-0.